# John Fogerty (album)
Albums de John Fogerty
The Blue Ridge Rangers
(1973) Centerfield
(1985)
John Fogerty est le deuxième album du chanteur et guitariste américain John Fogerty sorti en septembre 1975.
L'ex chanteur de Creedence Clearwater Revival est désormais sous contrat avec Asylum Records, cependant l'album est distribué hors États-Unis et Canada par Fantasy Records, son ancienne maison de disques. John Fogerty a abandonné le pseudonyme de The Blue Ridge Rangers et sort ses enregistrements sous son nom.
Deux chansons sont extraites en singles : Rockin' All Over the World, reprise notamment par le groupe britannique Status Quo en 1977, et Almost Saturday Night (en), reprise en 1981 par Dave Edmunds. Les singles se classent respectivement 27e et 78e dans le Billboard Hot 100.
L'album rencontre peu de succès aux États-Unis (78e dans le Billboard 200), mais se classe 27e en Suède.
Les chansons enregistrées en 1976 pour l'album suivant, intitulé Hoodoo, ne satisfont ni John Fogerty ni sa maison de disques, qui décident d'un commun accord de ne pas les publier. Accaparé par un long procès l'opposant à Fantasy Records, John Fogerty ne sortira pas de nouvel album avant 1985.

## Liste des titres
Écrits et composés par John Fogerty sauf mentions
| No  | Titre                      | Auteur                                   | Durée |
| --- | -------------------------- | ---------------------------------------- | ----- |
| 1.  | Rockin' All Over the World |                                          | 2:56  |
| 2.  | You Rascal You             | Sam Theard                               | 2:42  |
| 3.  | The Wall                   |                                          | 2:59  |
| 4.  | Travelin' High             |                                          | 3:20  |
| 5.  | Lonely Teardrops           | - Tyran Carlo - Gwen Fuqua - Berry Gordy | 4:30  |
| 6.  | Almost Saturday Night (en) |                                          | 2:32  |
| 7.  | Where the River Flows      |                                          | 2:34  |
| 8.  | Sea Cruise                 | Huey "Piano" Smith                       | 3:18  |
| 9.  | Dream Song                 |                                          | 3:13  |
| 10. | Flyin' Away                |                                          | 4:23  |

## Classements hebdomadaires
| Classement (1975)          | Meilleure position |
| -------------------------- | ------------------ |
| Australie (ARIA)           | 52                 |
| États-Unis (Billboard 200) | 78                 |
| Suède (Sverigetopplistan)  | 27                 |